# Peratocytheridea bradyi
Peratocytheridea bradyi är en kräftdjursart som först beskrevs av Stephenson 1938.  Peratocytheridea bradyi ingår i släktet Peratocytheridea och familjen Cytherideidae. Inga underarter finns listade i Catalogue of Life.